# Негритюд
Негритю́д (фр. Négritude: негритянство) — культурно-философская и идейно-политическая доктрина, теоретическую базу которой составляет концепция самобытности, самоценности и самодостаточности негроидной расы. Зародилась в XX веке. Основоположниками негритюда считаются сенегалец Леопольд Седар Сенгор, мартиниканец Эме Сезер и гвианец Леон-Гонтран Дамас.

## Предшественники
Теория негритюда на протяжении времени менялась. В основу негритюда легли утверждения об исключительности негро-африканской цивилизации, личности и души. Его сторонники провозгласили особую роль негроидных народов в духовном развитии человечества. Предшественник негритюда Эдуард Блайден в 1872 году писал об особой судьбе Африки, которой дана специфическая миссия. Также Блайден для подчёркивания способностей негритянской расы приводил в пример А. С. Пушкина, который, по его словам, являлся одним из самых замечательных африканских гениев XIX века. «Отцом негритюда» Сенгор называл Уильяма Дюбуа, но с оговоркой, что его влияние на основоположников негритюда не является прямым. Развитием концепции негритюда занимались Леопольд Сенгор, Леон Дамас и Эмме Сезер.
Методологической основой негритюда стали труды западных этнографов, а также непосредственно сам африканский фольклор. Сам термин «негритюд» изобрёл в 1932 году Эме Сезер как обозначение системы ценностей африканцев, своеобразной «коллективной личности», которая заключалась в идее ритма, первичности интуиции и эмоций, а также чувстве группы.

## Онтология
В основе африканской онтологии полагался принцип жизненных сил, которые являются сущностью бытия. У Сенгора эта идея превращается в идею любви как космической силы, идею общения с духами предков и некий мистический брак Земли и человека. На первое место Сенгор выдвигает общечеловеческие ценности, идею объединения людей через любовь. Африканец переживает бытие не абстрактно, но как динамическую целостность. У африканцев не потеряна связь с природой. В мифологии это выражено в практике анимизма, инициаций и тотемизма. Основная форма отношения к миру — это не познание или завоевание, а аффективная сопричастность. На основе этого формировалась концепция африканского социализма, коллективности и солидарности.
Сенгор выделяет следующие особенности:
1. Мир предстаёт через рефлексивный акт «на себя» (sur soi), то есть он не мыслит, а чувствует своё существование;
2. Познание идёт через чувствование другого;
3. Акт познания выступает в виде «примиряющего согласия» с миром через осознание и творение этого мира одновременно.[1]

духовность негра коренится в чувствительностиЛеопольд Сенгор

## Гносеология
Сенгор противопоставлял логос и рацио. Где «логос» — это синтетический разум африканца, тогда как «рацио» — это аналитический, дифференцирующий разум европейца. Феноменология, экзистенциализм и тейярдизм воспринимаются в негритюде как течения, созвучные африканской душе. Отношения субъекта и объекта рассматриваются в контексте слияния. Базовой формой познания признаётся интуиция. Африканцам присуще эмоциональное познание, в том время как для европейцев основным становится дискурсивно-логическое познание. Негро-африканцы могут видеть сверхъестественное в естественном и чувствовать трансцендентное.

## Эстетика
Африканское искусство, согласно учению негритюда, основано не на созерцании, но на сопричастности, ритме и переживании. Характерным его проявлением является танец, вокруг которого объединяется изобразительное искусство (маски, орнамент) и музыка барабанной дроби. В греко-римской эстетике, которая сохранялась в Европе вплоть до конца XIX века, за исключением периода Средневековья, искусство — это «имитация жизни» или «исправленное подражание» («a corrected imitation»). Для населения чернокожей Африки искусство заключается в объяснении мира и знании об этом мире, то есть рождается в результате чувственного взаимодействия с реальностью, которая является опорой Вселенной, с сюрреальностью или, чтобы сказать более точно, с витальными силами, которые заряжают Вселенную.
В своей статье «Негро-африканская эстетика» Сенгор философски размышляет об искусстве, «через которое определяется эстетика». Целью статьи он считает открытие законов негро-африканского искусства, которое наравне с литературой лучше всего раскрывает дух негро-африканской культуры.
Сенгор выделяет следующие особенности негро-африканского искусства:
- Неразрывная связь со всеми сторонами бытия во время отдыха, труда, праздников и будней, ритуальными процедурами (похороны, рождение, свадьба). В это время люди полностью посвящают себя отношениям с Другими: с духами, предками, членами семьи, с племенем или царством, даже с чужаками. Все эти события сопровождаются танцами, песнями, играми, драмами и комедиями, что по всё по своей сути является искусством. Сенгор отмечает, что «в негритянской Африке вся литература и всё искусство является поэзией»[4], в том числе рабочие и крестьянские песни. Через праздники достигается контакт с духами предков, так, литература и искусство становятся важнейшими сторонами родовой деятельности, которые выполняют функциональную роль гармонизации общественных и личностных отношений. У негро-африканцев нет «искусства ради искусства»: для них почти любая деятельность -— это искусство. Так, Сенгор приводит пример отца Лея (Laye’s father) в Enfant noir о создании золотого драгоценного камня: «Молитва, которую он читает, потому что это скорее молитва, чем стихотворение, похвала, которую поет гриот (griot), работая над золотом, танец кузнеца, заканчивающего свою работу — все это — стихотворение, песня и танец — а также жесты мастера, завершают произведение искусства и делают его шедевром»[5]. Для него многие искусства переплетены друг с другом, например, скульптура: Сенгор отмечает, что она не достигла бы своей цели без очарования танца и песни-поэмы. Однако африканское искусство не нацелено на вечное существование, оно лишь выражает свою эпоху, свои дух и стиль, что даёт возможность повторить и модернизировать это произведение[источник не указан 891 день].

- Коллективный характер искусства. Поэма, то есть любое произведение искусства, создана всеми и для всех (однако это не значит, что в этой сфере нет профессионалов). Любая манифестация искусства коллективна, она происходит для блага каждого и при участии всех. Чернокожие африканцы, вырастая, проходят через школу посвящения, в которой они усваивают техники литературы и искусства. Для дотехнической негро-африканской цивилизации наиболее характерным является устное творчество. Сенгор выделяет два вида представителей искусства: профессионалов и народ[источник не указан 891 день].

- Афро-негритянская литература и искусство, так как они функциональны и коллективны, преданы идеям. Они не только утверждают человека как утверждённого обществом индивидуума, но и становятся способами эссенциализации. Они влекут его в будущее, которое после этого станет для него настоящим, частью его эго. В этой связи произведение искусства афро-негров, не является имитацией архетипа, как это часто считается. В каждой поэме ремесленник фиксирует себя в своем исполнении, в своё искусство он включает себя и свою этническую роль, свою историю и свою географию; он пользуется подручными материалами, использует повседневные события, из которых состоит его жизнь[источник не указан 891 день].

- Гармоничное сочетание утилитарной направленности и эстетической возвышенности. Считать афро-негритянское искусство и литературу исключительно утилитарными или что негр лишён чувства прекрасного (ведь в их языке нет терминов «красота» и «красивый») ошибочно. Красота для афро-негров связана с добродетелью и полезностью, ассоциируясь с особым характером человеческих взаимоотношений негро-африканцев[3]. Так, слово baxai (добродетель), может использоваться для обозначения молодой, красивой девушки, как будто красота для него является обещанием счастья[6] или для описания красоты поступка. Чтобы обозначить красоту произведений искусства используются специальные термины dyêka, yem, mat, которые можно перевести как «то, что уместно», «то, что достойно», и «то, что идеально» соответственно. Сенгор утверждает, что чувство прекрасного есть сущностная черта негро-африканского искусства. Также красота эффективна и функциональна: это то, что внушает обществу ту или иную эмоцию. Когда определенная поэма производит некий эффект, то это происходит за счет того, что она эхом отдается в умах и чувствах слушателей. Именно поэтому поэму определяют как «слова, приятные сердцу и уху»[7].
- Образность и ритмичность. Для афро-негра удовольствие состоит в интенсивном познании мира через образы и ритмы, нить чувств ведёт к сердцу и животу, к самому корню жизни, в то время как у европейца удовольствие основывается в узнавании мира через репродукцию объекта, а его чувства приводят к сердцу и голове. Так, по Сенгору, образность (образ не как подобие, а как аналогия) и ритмичность являются двумя основополагающими характеристиками афро-негритянского стиля. Слова для афро-негров не носят прямого значения; объект не означает то, что он репрезентирует, но то, что он предлагает, то, что он порождает (например, слон — это сила; паук — это рассудительность; рога — это луна, а луна — это плодородие). Таким образом, каждая репрезентация образна, а образ — это не тождество, но символ, идеограмма. Это не столько образ-форма, сколько материал. Важно, что негритянская сюрреалистическая аналогия предполагает и проявляет иерархическую Вселенную жизненных сил. Другая черта афро-негритяноского стиля, ритм — это «архитектура бытия, внутренний динамизм, придающий бытию форму, система волн, направленных в сторону других, чистое выражение жизненной силы»[8]. Он оканчивает образность, объединяя внутри единой данности означающее и означаемое, плоть и дух. Он выражается в наиболее материальных, наиболее сенсуальных значениях: линиях, цветах, громкости, архитектуре, скульптуре и живописи; расставляет ударения в поэзии и музыке, движении и танце. Для афро-негров ритм освещает дух таким образом, что он становится бестелесным в чувствительности. По сути, ритм — это то же, что и образ. Здесь Сенгор настаивает на исключительности афро-негритиняской культуры: «Нигде больше ритм не воцарился так деспотично».[источник не указан 891 день]

Таким образом, по Сенгору, негро-африканской личности, в отличие от эллинско-европейской, присущи особые чувства интуиции, сопереживания, образности и ритмики (формула: «эмоция принадлежит негру, а разум — эллину»), и потому негро-африканская и эллино-европейская культуры принципиально различны. Однако позднее Сенгор отошёл от субъективистских крайностей негритюда, рассматривая «африканизм» как культуру, основанную на ценностях солидаризма и гармонии в отношениях между человеком и миром.

## Эволюция
Сначала негритюд отражал протест против колониализма и расовой дискриминации, выступал против приоритета европейских духовных ценностей. Оставаясь в большей мере достоянием африканской элиты, негритюду не удалось стать широко известным общественным течением.
В 1968 году на волне массово прокатившихся по Европе студенческих протестов, Сенгору, являвшемуся в то время президентом Сенегала, пришлось применить репрессии в отношении недовольных студентов, что стало первым ударом по негритюду. Второй удар пришёлся на 1969 год, когда во время Панафриканского фестиваля культуры и искусства, негритюд был негативно принят как «бесплодная и вредная концепция». Многие аспекты негритюда Сенгора подвергались критике, за превратное изображение идей Маркса, а также за то, что Сенгор, пропагандируя тезис о расовых особенностях, оставался на позиции «антирасистского расизма». Позднее негритюд приобрёл другую окраску — в нём стали прослеживаться мотивы расовой исключительности, расовое сознание негритюда противопоставлялось классовому. В 1966 году во время интервью журналу «Азия и Африка сегодня» Сенгор дал следующее определение негритюда: «Для мировой цивилизации, которая создаётся общими усилиями, было бы невосполнимой утратой, если бы какой-либо народ или раса не внесли в неё своего самобытного вклада. Необходимо, чтобы все народы, все расы земного шара взаимно обогащались в процессе непрерывного обмена своими культурными ценностями. Таким образом, теория негритюда ставит проблему в плане взаимообмена и диалога, а не в плане противопоставления или расовой ненависти».

## Негритюд в разных странах

### СССР
Одним из первых разработкой данного вопроса занялся Б. С. Ерасов (1983), который считал, что негритюд Сенгора пытался отвергнуть господствующую концепцию европоцентризма и «вывести субстанциональную связь личности с миром из субъективного состояния расово обусловленной личности, из глубины личного негритянского „я“». Ещё одним советским учёным, занимавшимся разработкой вопроса о негритюде, стала А. Н. Мосейко. Кроме того, вклад в исследование мировоззренческо-философских и социально-политических взглядов Сенгора внёс Н. С. Илларионов. Особое внимание заслуживает М. Я. Корнеев, давший обширный обзор идей негро-африканской эстетики и философии.